# Höxter
Höxter és una ciutat d'Alemanya, la capital del districte de Höxter, al Land de Rin del Nord-Westfàlia, a la regió de Westfàlia-Lippe. Es troba a una altitud de 96 m i la seu municipal té 15.558 habitants, mentre que el total del municipi té 34.487 habitants (2006). És a la riba del riu Weser.
El seu nom en llatí és Huxaria. Va formar part de la Lliga Hanseàtica.

## Localitats que el componen
- Albaxen
- Bosseborn
- Bödexen
- Brenkhausen
- Bruchhausen
- Fürstenau
- Godelheim
- Lüchtringen
- Lütmarsen
- Ottbergen
- Ovenhausen
- Stahle

## Monuments
Abadia medieval de Corvey, on hi ha la tomba del poeta August Heinrich Hoffmann von Fallersleben, autor de «Deutschlandlied».

## Agermanaments
Höxter està agermanada amb la ciutat de Corbie, del departament francès de Somme.